# Estació de Bolquera-Eina

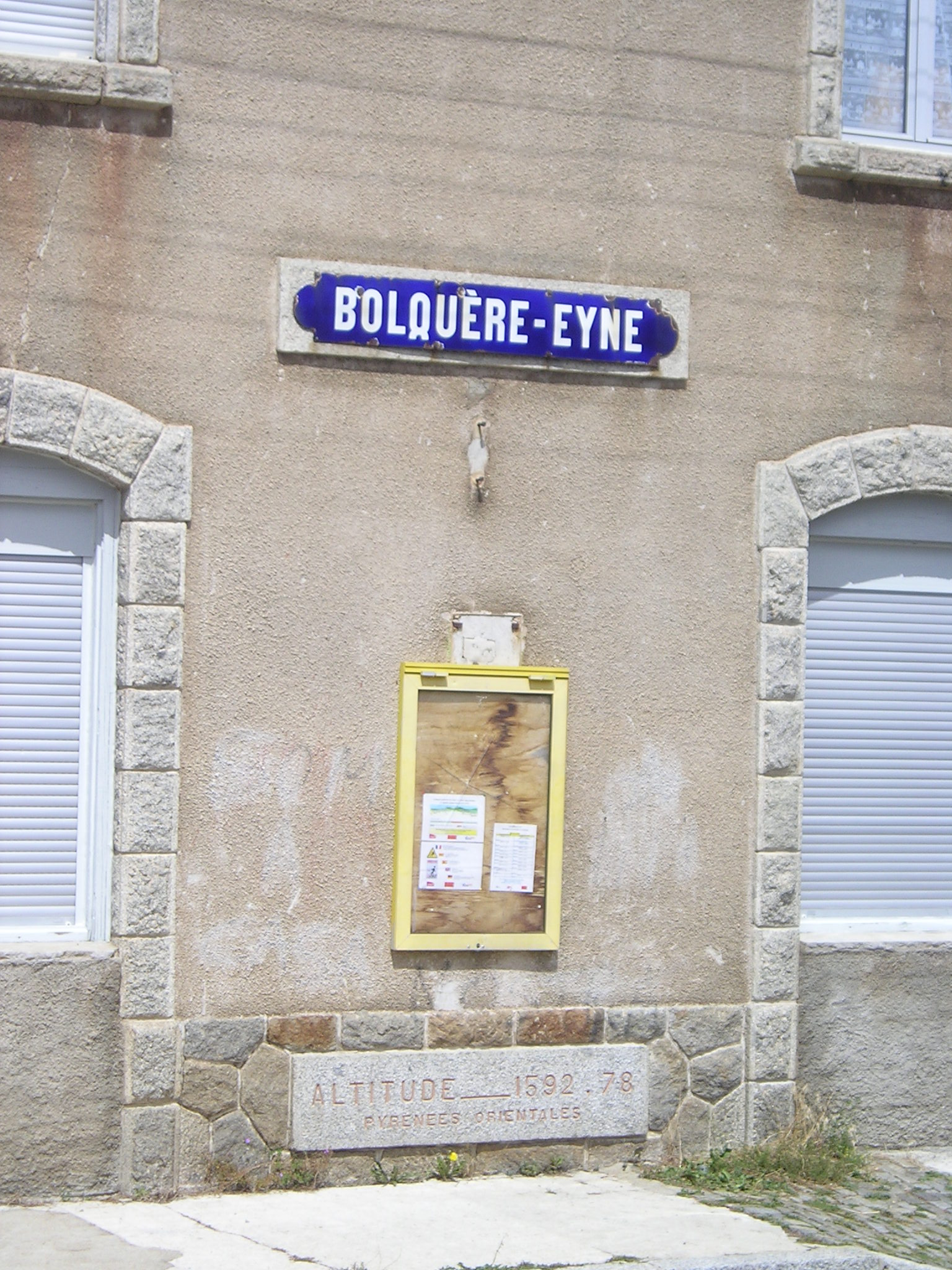
L'Estació de Bolquera - Eina

Bolquera-Eina (oficialment en francès Bolquère-Eyne) és una estació de ferrocarril de la línia de tren groc situada en el terme comunal de Bolquera, a la comarca de l'Alta Cerdanya, de la Catalunya del Nord.
És a prop de l'extrem sud-est del terme comunal, propera al Coll de la Perxa i al poble de la Perxa, i a prop dels termenals amb la Cabanassa, de la comarca del Conflent, i d'Eina, també de l'Alta Cerdanya. És a 1592,78 metres sobre el nivell del mar, de manera que és l'estació de línia fèrria sense cremallera més alta d'Europa.
| Procedència/Destinació                  | <                      | Línia     | >                        | Procedència/Destinació    |
| --------------------------------------- | ---------------------- | --------- | ------------------------ | ------------------------- |
| : Transport express régional            |                        |           |                          |                           |
| Vilafranca de Conflent - Vernet - Fullà | Montlluís-La Cabanassa | Tren groc | Font-romeu, Odelló i Vià | La Tor de Querol - Enveig |